# Dent megye
Dent megye az Amerikai Egyesült Államokban, azon belül Missouri államban található. Megyeszékhelye és legnagyobb városa Salem. Lakosainak száma 14 421 fő (2020. április 1.). Dent megye Crawford, Texas, Shannon, Phelps, Iron és Reynolds megyékkel határos.

## Népesség
A megye népességének változása:
| Lakosok száma | 15 715 | 15 596 | 15 662 | 15 730 | 15 593 | 14 421 |
|               | 2010   | 2011   | 2012   | 2013   | 2015   | 2020   |